# Elizaveta Kotorova
Elizaveta Kotorova, ros. Елизавета Георгиевна Которова (ur. 21 sierpnia 1954 w Tomsku) – rosyjska i polska germanistka, językoznawczyni, specjalistka z zakresu językoznawstwa ogólnego i porównawczego, semantyki leksykalnej, leksykologii, leksykografii, pragmalingwistyki oraz języka ketyjskiego.

## Kariera naukowa
Elizaveta Kotorova wykładała na Wydziale Języków Obcych Państwowego Uniwersytetu Pedagogicznego w Tomsku, Politechnice Tomskiej oraz Państwowym Uniwersytecie Tomskim. Do roku 2024 pracowała w Instytucie Filologii Germańskiej Uniwersytetu Zielonogórskiego.
Ponadto Kotorova pracowała i prowadziła badania w różnych ośrodkach badawczych oraz na uniwersytetach europejskich i amerykańskich: na Wolnym Uniwersytecie i Uniwersytecie Humboldtów w Berlinie, Uniwersytecie w Udine (Włochy), w Instytucie Antropologii Ewolucyjnej Towarzystwa Maxa Plancka (Lipsk), na Uniwersytecie Kalifornijskim w Santa Barbara oraz Uniwersytecie Columbia w Nowym Jorku. W swojej dotychczasowej karierze była stypendystką Fundacji Alexandra von Humboldta, Niemieckiej Centrali Wymiany Akademickiej, Fundacji Sorosa oraz wielu innych fundacji.
Elizaveta Kotorova jest autorką ponad stu pięćdziesięciu artykułów naukowych i monografii. Do jej głównych zainteresowań badawczych należą:
- problem ekwiwalencji międzyjęzykowej
- analiza porównawcza systemów leksykalno-semantycznych języka niemieckiego, rosyjskiego i angielskiego
- badanie pragmalingwistycznych cech wzorców zachowań językowych w języku niemieckim, rosyjskim i polskim
- typologiczny i leksykograficzny opis języka ketyjskiego, jednego z autochtonicznych języków Syberii.

Elizaveta Kotorova zdefiniowała na nowo pojęcie ekwiwalencji międzyjęzykowej, zgodnie z którym ekwiwalencja ta zachodzi nie pomiędzy poszczególnymi leksemami porównywanych systemów językowych, leczy pomiędzy leksemem języka wyjściowego a korespondującym z nim polem semantycznym języka drugiego. Pracuje nad teorią „pola komunikacyjno-pragmatycznego”, która stanowi podstawę teoretyczną opisu różnych form realizacji wzorców zachowań językowych.